# Obersturmbannführer

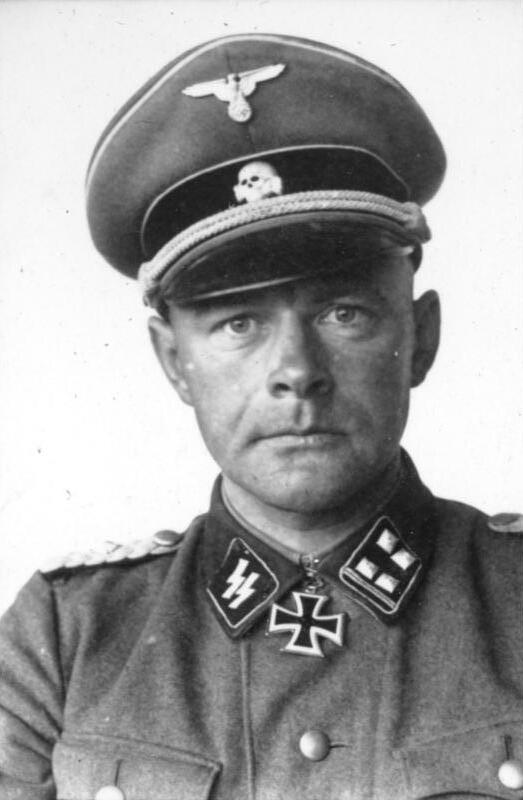
Werner Ostendorff portant ce grade en 1941.

Obersturmbannführer (abréviation Ostubaf) était un grade paramilitaire du parti nazi, utilisé par la SA et la SS. Il fut créé en mai 1933 car, lorsque les effectifs de la SA furent très importants (plus d'un million et demi de membres), l'organisation eut besoin d'un grade d'officier supérieur supplémentaire, au-dessus de celui de Sturmbannführer (commandant).  Dans la foulée, il devint également un grade de la SS.

## Insignes de grade

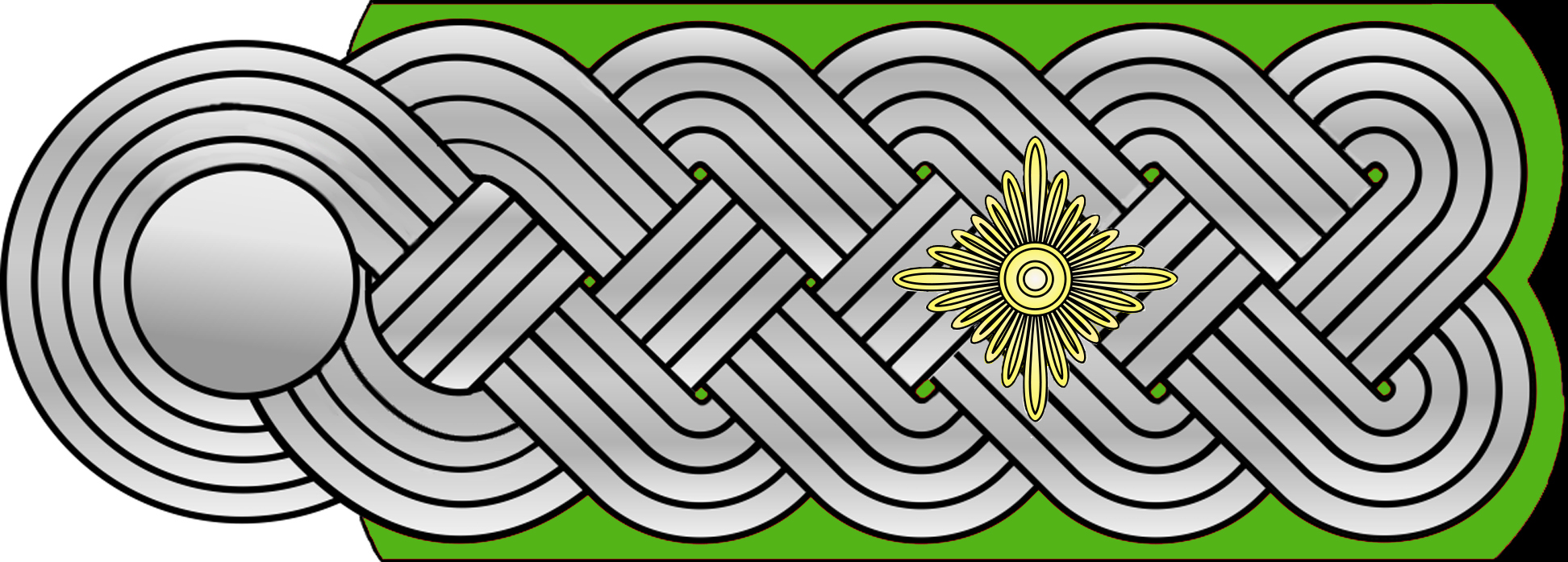
Patte d'épaule droite.
Pattes de collets.
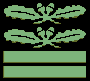
Sur tenue de camouflage.

## Équivalents
- Wehrmacht : Oberstleutnant
- Armée française : lieutenant-colonel

## Obersturmbannführer connus
- Friedrich Buchardt (1909-1982), dirigeant du Vorkommando « Moskau », l'une des sections de l'Einsatzgruppe B, ayant travaillé brièvement pour le MI6 après-guerre puis plus vraisemblablement pour la CIA.
- Paul Carell (1911-1997), principal porte-parole de Joachim von Ribbentrop, écrivain à succès après la guerre.
- Léon Degrelle (1906-1994), commandant de la 28e division SS « Wallonie », fondateur du rexisme.
- Adolf Eichmann (1906-1962), chargé des Affaires juives au RSHA de Reinhard Heydrich, ainsi organisateur de la déportation dans le cadre de la Solution finale, ayant été enlevé par un commando du Mossad en Argentine pour être jugé en Israël, où il fut pendu.
- Werner Haase (1900-1950), médecin personnel de Hitler avant 1944.
- Walter Haensch (1904-1994), commandant du Sonderkommando 4b de l'Einsatzgruppe C.
- Rudolf Höss (1900-1947), ancien commandant du camp d'Auschwitz, où il eut notamment comme adjoint Karl Fritzsch.
- Wilhelm Höttl (1915-1999), un des cadres du contre-espionnage au sein du RSHA, qui travailla notamment en Hongrie aux côtés d'Eichmann et qui, après-guerre, fut employé par la CIA.
- Kurt Lischka (1909-1987), chef de la Gestapo à Paris.
- Joachim Peiper (1915-1976), de la 1re division SS « Leibstandarte SS Adolf Hitler ».
- Otto Skorzeny (1908-1975), organisateur de l'évasion de Mussolini, qui s'enfuit en Espagne après la guerre et qui fut un agent qui agit pour l'État d'Israël pour attirer des anciens cadres supérieurs nazis ou arabes.
- Ludwig Stumpfegger (1910-1945), médecin de Hitler à partir de 1944.
- Christian Tychsen (1911-1944), commandant d’un régiment de la division SS « Das Reich ».
- Fritz Darges (1913-2009), officier d'ordonnance attaché à la personne d'Adolf Hitler.
- Hermann Pook, dentiste au sein du WVHA chargé de l'or dentaire récupéré sur les prisonniers dans les camps de concentration.
- Klaus Barbie, (1913-1991) le Boucher de Lyon